# ماترا
شهر  مترا (به ایتالیایی: Matera)   با جمعیت  ۶۰٬۱۷۱   نفر  در  ناحیه باسیلیکاتا در کشور ایتالیا واقع شده‌است.